# Gare de Wissembourg
Gare de Wissembourg vasútállomás Franciaországban, Wissembourg településen.

## Vasútvonalak
Az állomást az alábbi vasútvonalak érintik:
- Vendenheim–Wissembourg-vasútvonal
- Palatine Maximilian Railway

## Kapcsolódó állomások
A vasútállomáshoz az alábbi állomások vannak a legközelebb:
- Gare de Riedseltz
- Schweighofen train station (Neustadt (Weinstraße) Hauptbahnhof, RB 53)